# 叶种德堂中药店旧址

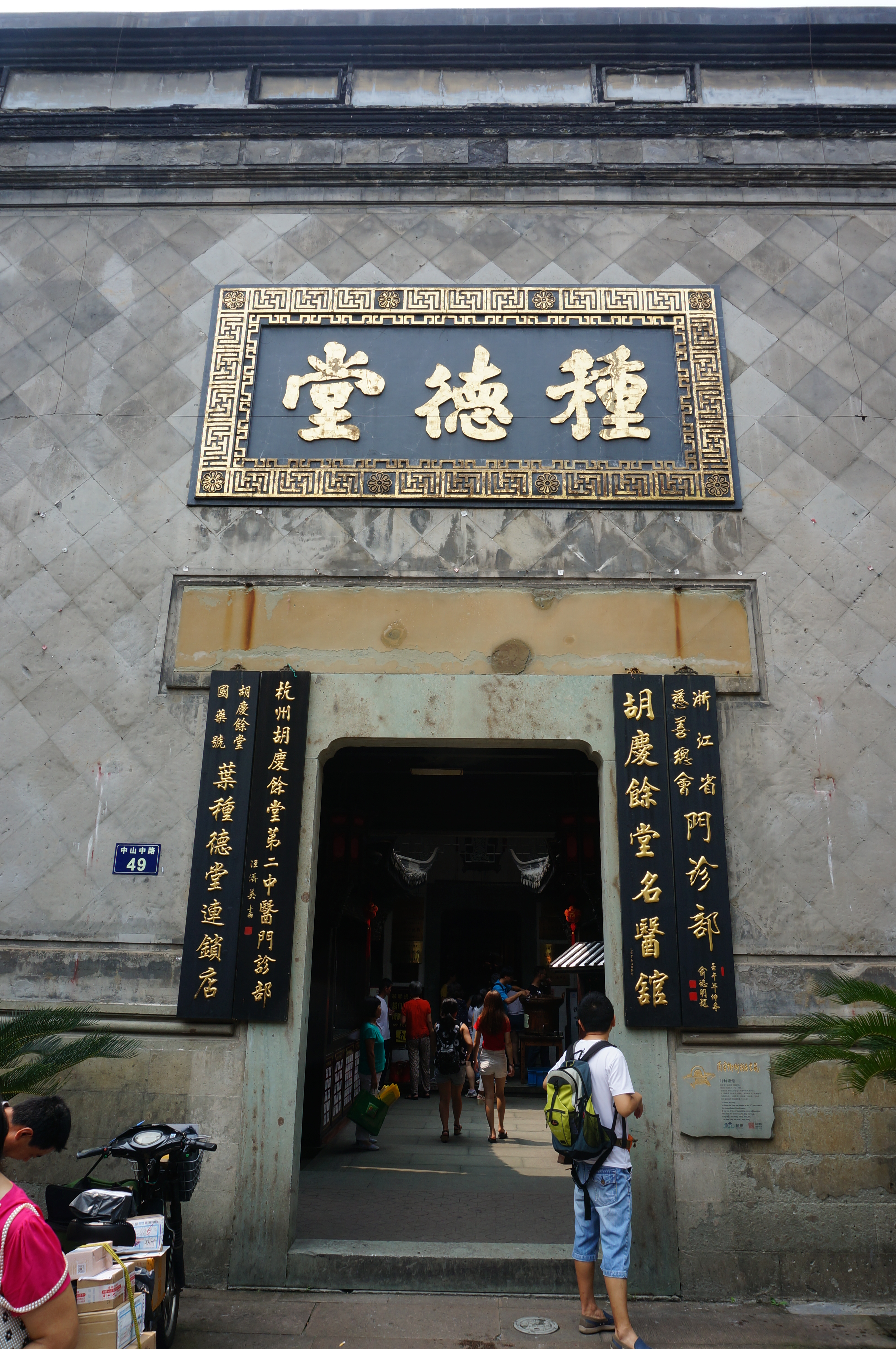

叶种德堂中药店旧址位于中国浙江省杭州市中山中路西侧47-49号，2000年7月,与盐业银行杭州分行旧址、万源绸庄旧址、浙江实业银行旧址、地方银行旧址和四拐角近代建筑，一同以"中山中路近代建筑群"之名,列入杭州市文物保护单位。
叶种德堂中药店创始于清嘉庆十三年（1808），前店后场，共分三进，分别为以回廊围合的天井、营业大厅和业主居室及高管厢房，临街为青砖石库大门。 现为胡庆余堂名医馆。